# Алфатар (община)
Община Алфатар се намира в Североизточна България и е една от съставните общини на област Силистра.

## География

### Географско положение, граници, големина
Общината е разположена в югоизточната част на област Силистра. С площта си от 248,566 km2 е най-малката сред 7-те общините на областта, което съставлява 7,83% от територията на областта. Границите ѝ са следните:
- на югозапад – община Дулово;
- на север – община Силистра;
- на североизток – община Кайнарджа;
- на югоизток – община Тервел, област Добрич.

### Природни ресурси

#### Релеф
Община Алфатар се намира в северната част Източната Дунавска равнина. Цялата ѝ територията попада условно в западната част на Добруджанското плато и крайните североизточни части на Лудогорското плато, като границата между двете не е точно определена. Релефът се характеризира като нискохълмист, леко наклонен на север с надморска височина между 160 и 220 m, набразден от дълбоки (на места над 100 m) спрямо околния терен суходолия. Максималната височина на общината се намира в югозападната ѝ част, югозападно от село Цар Асен – 231,2 m н.в., а най-ниската – 49 m н.в., в суходолието на Хърсовска река (десен „приток“ на Канагьол), североизточно от село Васил Левски.

#### Води
На територията на общината липсват повърхностно течащи води. При силни дъждове и при топене на снеговете по суходолията протичат водни течения, които по-късно и през лятото пресъхват. При големи дъждове водите прииждат с голяма сила и унищожават всичко по леглата си. През източната част на общината преминават две дълбоки суходолия. Първото от тях (западното) е на река Канагьол (десен „приток“ на Дунав). То навлиза в пределите на общината югоизточно от село Чуковец, на 132 m н.в. С множество меандри суходолието пресича цялата община от юг на север и североизточно от град Алфатар напуска територията на общината, на 57 m н.в. Второто суходолие (източното) е суходолието на Хърсовска река (десен „приток“ на Канагьол), което „протича“ по границата с община Кайнарджа, минава източно от селата Бистра и Кутловица и в него се намира най-ниската ѝ точка.

### Населени места
Общината се състои от 7 населени места. Списък на населените места, подредени по азбучен ред, население и площ на землищата им:
| Населено място | Пребр. на населението през 2021 г. | Площ на землището (в км2) | Забележка (старо име)                        | Населено място | Пребр. на населението през 2021 г. | Площ на землището (в км2) | Забележка (старо име)           |
| Алеково        | 330                                | 49,570                    | Гюлллер кьой                                 | Кутловица      | 37                                 | 19,683                    | Олуклии                         |
| Алфатар        | 1264                               | 105,443                   | Генерал Лазарово                             | Цар Асен       | 46                                 | 18,111                    | Цар Асеново                     |
| Бистра         | 334                                | 15,681                    | Ак бунар                                     | Чуковец        | 210                                | 12,449                    | Токмак кьой                     |
| Васил Левски   | 57                                 | 27,629                    | Фъндъклии, Лесковик, Генерал Велизар Лазаров | ОБЩО           | 2278                               | 248,566                   | няма населени места без землища |

## Административно-териториални промени
- МЗ № 2191/обн. 27 юни 1942 г. – преименува с. Гюллер кьой на с. Алеково;

– преименува с. Ак бунар (Ак пунар) на с. Бистра;
– преименува с. Алфатар на с. Генерал Лазарово;
– преименува с. Реджели Михай на с. Генерал Попово;
– преименува с. Олуклии на с. Кутловица;
– преименува с. Фъндъклии (Пандаклии, Пъндъклии) на с. Лесковик;
– преименува с. Цар Асен на с. Цар Асеново;
– преименува с. Токмак кьой на с. Чуковец;
- МЗ без № обн. 28 декември 1943 г. – възстановява страрото име на с. Генерал Лазарово на с. Алфатар;

– преименува с. Лесковик на с. Генерал Велизар Лазаров;
- МЗ № 3688/обн. 5 юни 1945 г. – преименува с. Генерал Велизар Лазаров на с. Васил Левски;
- Указ № 317/обн. 13 декември 1955 г. – заличава с. Генерал Попово и го присъединява като квартал на с. Алфатар;
- Указ № 546/обн. 15 септември 1964 г. – признава с. Алфатар за с.гр.т. Алфатар;
- Указ № 960/обн. 4 януари 1966 г. – възстановява старото име на с. Цар Асеново на с. Цар Асен;
- Указ № 1942/обн. 17 септември 1974 г. – признава с.гр.т. Алфатар за гр. Алфатар;
- Указ № 45/обн. 20 януари 1978 г. – отделя с. Честименско и неговото землище от община Алфатар, Силистренски окръг и го присъединява към община Тервел, Толбухински окръг.

## Население
Численост на населението според преброяванията през годините:
| Година на преброяване | Численост |
| 1934                  | 9 061     |
| 1946                  | 9 440     |
| 1956                  | 9 131     |
| 1965                  | 7 804     |
| 1975                  | 6 373     |
| 1985                  | 5 481     |
| 1992                  | 4 630     |
| 2001                  | 3 990     |
| 2011                  | 3 036     |
| 2021                  | 2 278     |

### Етнически състав
Преброяване на населението през 2011 г.
Численост и дял на етническите групи според преброяването на населението през 2011 г., по населени места (подредени по численост на населението):
| Населено място | Численост | Численост | Численост | Численост | Численост | Численост           | Численост     | Населено място | Дял (в %) | Дял (в %) | Дял (в %) | Дял (в %) | Дял (в %)           | Дял (в %)     |
| Населено място | Общо      | Българи   | Турци     | Цигани    | Други     | Не се самоопределят | Не отговорили | Населено място | Българи   | Турци     | Цигани    | Други     | Не се самоопределят | Не отговорили |
| Общо           | 3036      | 2201      | 453       | 329       | 8         | 0                   | 45            | 100,00         | 72,49     | 14,92     | 10,83     | 0,26      | 0,00                | 1,48          |
| -------------- | --------- | --------- | --------- | --------- | --------- | ------------------- | ------------- | -------------- | --------- | --------- | --------- | --------- | ------------------- | ------------- |
| Алфатар        | 1633      | 1587      | 5         |           |           |                     | 38            | Алфатар        | 97,18     | 0,30      |           |           |                     | 2,32          |
| Алеково        | 486       | 361       |           | 114       | 5         |                     | 3             | Алеково        | 74,27     |           | 23,45     | 1,02      |                     | 0,61          |
| Бистра         | 381       | 26        | 143       | 212       | 0         | 0                   | 0             | Бистра         | 6,82      | 37,53     | 55,64     | 0,00      | 0,00                | 0,00          |
| Васил Левски   | 88        | 81        | 7         | 0         | 0         | 0                   | 0             | Васил Левски   | 92,04     | 7,95      | 0,00      | 0,00      | 0,00                | 0,00          |
| Кутловица      | 64        | 63        | 1         | 0         | 0         | 0                   | 0             | Кутловица      | 98,43     | 1,56      | 0,00      | 0,00      | 0,00                | 0,00          |
| Цар Асен       | 95        | 82        | 10        |           |           |                     | 0             | Цар Асен       | 86,31     | 10,52     |           |           |                     | 0,00          |
| Чуковец        | 289       |           | 284       |           | 0         |                     | 4             | Чуковец        |           | 98,26     |           | 0,00      |                     | 1,38          |

### Вероизповедания
Численост и дял на населението по вероизповедание според преброяването на населението през 2011 г.:
|                     | Численост | Дял (в %) |
| Общо                | 3 036     | 100,00    |
| Православие         | 1 814     | 59,74     |
| Католицизъм         |           |           |
| Протестантство      | 3         | 0,09      |
| Ислям               | 533       | 17,55     |
| Друго               |           |           |
| Нямат               | 129       | 4,24      |
| Не се самоопределят | 155       | 5,10      |
| Непоказано          | 399       | 13,14     |

## Транспорт
През средата на общината от юг на север преминава участък от 17,3 км от трасето на жп линията Самуил – Силистра.
През общината преминават частично 3 пътя от Републиканската пътна мрежа на България с обща дължина 38,2 км:
- участък от 17 км от Републикански път I-7 (от км 17 до км 34,0);
- последният участък от 15,7 км от Републикански път III-207 (от км 65,1 до км 80,8);
- началният участък от 5,5 км от Републикански път III-7001 (от км 0 до км 5,5).

## Топографска карта
- Лист от карта K-35-7. Мащаб: 1 : 100 000.